# Aubaret lo Comtal
Aubaret lo Comtal (en francès Albaret-le-Comtal) és un municipi francès situat al departament del Losera i a la regió d'Occitània.